# Porrhomma profundum
Porrhomma profundum là một loài nhện trong họ Linyphiidae.
Loài này thuộc chi Porrhomma. Porrhomma profundum được Maria Dahl miêu tả năm 1939.